# Robert Smith Surtees
Robert Smith Surtees, född den 17 maj 1805, död den 16 mars 1864, var en engelsk författare.
Surtees ursprungligen i en litterär tidskrift 1832 och 1834 utgivna Jorrocks's Jaunts and Jollities torde ha givit Dickens 
uppslaget till "Pickwickklubben".